# Maladera wewalkai
Maladera wewalkai är en skalbaggsart som beskrevs av Rudolph Petrovitz 1969. Maladera wewalkai ingår i släktet Maladera och familjen Melolonthidae. Inga underarter finns listade i Catalogue of Life.